# Нарвская застава
На́рвская заста́ва — территория на юге Санкт-Петербурга (часть Кировского района города), охватывающая площадь Стачек, начало проспекта Стачек и окрестности. Архитектурный центр района — Нарвские триумфальные ворота и ансамбль площади Стачек (в том числе наземный павильон станции метро «Нарвская»).

## Название
Название происходит от заставы (контрольно-пропускного пункта) XVIII века, которая находилась на въезде в город по Нарвской дороге и служила, как и другие три заставы Санкт-Петербурга (Невская, Московская, Выборгская), пограничным пунктом столичного города. От Нарвской заставы начиналась Петергофская дорога, которая вела в пригороды столицы — Стрельну, Петергоф, Ораниенбаум. В 11—12 вёрстах от заставы от Петергофской ответвлялась дорога на Нарву и Ревель (Таллин).

## История
В XVII веке в районе заставы находились деревни Волынкина, Тентелевка, Емельяновка, Автово, которые существовали ещё до основания города. Однако уже при Петре I у заставы была заложена резиденция Екатерингоф, а вдоль Петергофской дороги участки были отданы знати под строительство дач.
В начале XIX века с переводом из Кронштадта чугунолитейного завода (будущего Путиловского) район заставы стал формироваться как промышленная зона. Участки беднеющего дворянства приобретались купцами и промышленниками под строительство заводов и мануфактур. Поблизости формировались и рабочие посёлки.
К началу XX века Нарвская застава — типичная рабочая окраина. 9 января 1905 года у Нарвской заставы (как и в других районах города) была расстреляна мирная демонстрация, которую возглавлял священник Георгий Гапон. Эти события вошли в историю под названием «Кровавого воскресенья».
После революции Нарвская застава стала застраиваться зданиями в стиле конструктивизма: жилой массив на Тракторной улице (1925 год—1927, архитекторы А. И. Гегелло, А. С. Никольский, Г. А. Симонов), Дворец культуры имени А. М. Горького, фабрика-кухня, здание Кировского райсовета, Школа имени 10-летия Октября.

## Современность
По характеристике главы петербургского отделения ВООПИиК, современная Нарвская застава — это «город-сад», уникальный своей камерностью и малоэтажной застройкой.
Проект модернизации застройки Нарвской заставы рассматривался администрацией города с 2009 года, однако, по разным причинам его реализация откладывалась. В 2022 году правительство Петербурга объявило о начале проекта «реновации жилья», подразумевающего в том числе снос и последующую застройку 105,2 га в Нарвской заставе. По свидетельству директора по жилищной политике компании «СПб Реновация» Виктора Ведехина, первым участком проекта должен стать квартал между улицами Белоусова, Турбинной, Новоовсянниковской и Севастопольской. Высота новых зданий будет достигать 40 метров. Как отмечает КГИОП, на указанном участке расположены 14 домов, имеющих статус памятников культуры, увеличение плотности и этажности окружающей застройки негативно скажется на их восприятии как архитектурных объектов. Против сноса сложившейся застройки выступают как жильцы района, так и градозащитники и эксперты: по их мнению, реновацию можно было бы сделать, надстроив существующие здания и заменив в них инженерные коммуникации.
1 августа 2022 года стартовала общественная кампания в защиту Нарвской заставы. Активисты собирают подписи жителей района под петицией с требованием отменить план реновации и вернуть территорию в охранную зону, где запрещается снос зданий до 1957 года постройки. В октябре 2022 года против чиновников, заключивших договор на реновацию, по требованию Следственного Комитета было возбуждено уголовное дело, а в ноябре того же года жители «Нарвской заставы» подали коллективный иск в суд против губернатора Александра Беглова и городского парламента. Опираясь на результаты экспертизы, истцы утрвеждают, что включённые в реновацию дома имеют износ не выше 10-20 %. В том же месяце была подана заявка в КГИОП с предложением включить некоторые здания в реестр объектов культурного наследия.
Чтобы легализовать реновацию квартала, городская администрация подготовила инициативу по корректировке закона № 820-7, главного городского закона об охранных зонах. Предлагается разрешить снос более 200 зданий в рамках трёх проектов — строительства Большого Смоленского моста, терминала ВСМ и реновации районов с «хрущёвками», к которым, в частности, отнесена «Нарвская застава». 31 января 2023 года на заседании Заксобрания это предложение озвучил Александр Беглов. По мнению депутата Бориса Вишневского, предложенные поправки могут носить коррупционный характер, так как откроют возможность сносить исторические дома в угоду девелоперам.
Под давлением общественности, на заседании 15 марта 2023 года Заксобрание Петербурга приняло законопроект об охранных зонах с поправкой, по которой снос зданий Нарвской заставы был отсрочен до 2029 года.
21 июня 2023 года КГИОП отказал признать западную часть застройки Нарвской заставы объектом культурного наследия.

## Память
- Об истории этого района рассказывает государственный краеведческий музей «Нарвская застава»
- Упоминается в «Песне о встречном», слова Бориса Корнилова, музыка Дмитрия Шостаковича.
- Упоминается в песне «Тучи над городом встали» (Д. Шостакович — П. Арманд), исполнялась Марк Бернес, группа «Чиж»